# South Fork Powder River
Der South Fork Powder River ist ein etwa 223 km langer, rechter Nebenfluss des Powder River im Zentrum des US-Bundesstaates Wyoming.

## Verlauf
Der South Fork Powder River entspringt an der Nordflanke der Cyclone Ridge in den Coalbank Hills im westlichen Natrona County auf einer Höhe von etwa 2070 m. Von dort fließt er in nordöstliche Richtung, passiert die Schichtstufe Hell’s Half Acre sowie die Siedlung Powder River und unterquert den U.S. Highway 20. Im weiteren Verlauf fließt der South Fork Powder River in mäandrierendem Verlauf durch die südöstlichen Ausläufer der Bighorn Mountains und erhält einige unbedeutende Nebenflüsse. Der Fluss erreicht das Johnson County, wo er den Wyoming Highway 196 sowie die Interstate 25 unterquert und nach knapp 223 km südöstlich von Kaycee auf einer Höhe von 1379 m in den Powder River mündet. Der South Fork Powder River ist nach dem Little Powder River der zweitlängste Nebenfluss des Powder River.

## Hydrologie
Der South Fork Powder River ist als Nebenfluss des Powder Rivers Teil des Einzugsgebietes des Yellowstone Rivers, der über den Missouri und den Mississippi in den Golf von Mexiko entwässert. Das Einzugsgebiet des South Fork Powder River umfasst ein Areal von etwa 3200 km² und grenzt an die Einzugsgebiete von Salt Creek im Osten, Middle Fork Casper Creek im Süden, Poison Creek und Badwater Creek im Westen sowie Middle Fork Powder River im Nordwesten. Der mittlere Abfluss am Pegel in Kaycee beträgt 1,05 m³/s, die größten Abflüsse finden sich in den Monaten März, Mai und Juni.

## Belege
1. 1 2 3 4 5  South Fork Powder River. In: Geographic Names Information System. United States Geological Survey, United States Department of the Interior (englisch).
2. ↑  USGS 06313000 SOUTH FORK POWDER RIVER NEAR KAYCEE, WY. Abgerufen am 3. Oktober 2024.